# 290

## Esdeveniments
- Britànnia: La flota de l'usurpador Carausius derrota les naus de l'emperador Domicià.

## Naixements
- Sarrià, Barcelona: Santa Eulàlia de Barcelona, màrtir, patrona de la ciutat.
- Toledo, Tarraconense: Santa Leocàdia de Toledo, màrtir
- Mèrida, Lusitània: Santa Eulàlia de Mèrida, màrtir
- Cibalis, Pannònia: Gracià Funari, pare dels emperadors Valentinià I i Valent.

## Necrològiques
- 20 de juliol - Pisídia (Anatòlia): Santa Margarida d'Antioquia, màrtir.